# Brestovčina
Brestovčina (en crílico: Брестовчина) es una localidad de la municipalidad de Gradiška, Republika Srpska, Bosnia y Herzegovina.

## Población
| Composición de la Población - Localidad de Brestovčina | Composición de la Población - Localidad de Brestovčina | Composición de la Población - Localidad de Brestovčina | Composición de la Población - Localidad de Brestovčina | Composición de la Población - Localidad de Brestovčina |
| ------------------------------------------------------ | ------------------------------------------------------ | ------------------------------------------------------ | ------------------------------------------------------ | ------------------------------------------------------ |
|                                                        | 2013                                                   | 1991                                                   | 1981                                                   | 1971                                                   |
| Total                                                  | 1.027 (100,0%)                                         | 360 (100,0%)                                           | 373 (100,0%)                                           | 301 (100,0%)                                           |
| Mujeres                                                | 500                                                    | -                                                      | -                                                      | -                                                      |
| Varones                                                | 527 (51,08%)                                           | -                                                      | -                                                      | -                                                      |
| Serbios                                                | 1.022 (96,14%)                                         | 275 (76,39%)                                           | 257 (68,90%)                                           | 217 (72,09%)                                           |
| Croatas                                                | 18 (1,69%)                                             | 45 (12,50%)                                            | 46 (12,33%)                                            | 65 (21,59%)                                            |
| Bosniacos                                              | 5 (0,470%)                                             | 4 (1,11%)                                              | 7 (2,15%)                                              | 5 (1,66%)                                              |
| Yugoslavos                                             | 2 (0,18%)                                              | 30 (8,33%)                                             | 48 (12,87%)                                            | -                                                      |
| Gitanos                                                | 4 (0,376%)                                             | -                                                      | -                                                      | -                                                      |
| Ucranianos                                             | 4 (0.376%)                                             | -                                                      | -                                                      | -                                                      |
| Eslovenos                                              | 1 (0,09%)                                              | -                                                      | 1 (0,27%)                                              | -                                                      |
| Otros                                                  | 1 (0,09%)                                              | 6 (1,67%)                                              | 13 (3,49%)                                             | 14 (4,65%)                                             |
| Sin declarar                                           | 6 (0,56%)                                              | -                                                      | -                                                      | -                                                      |